# Cathédrale de Veroli
La cathédrale de Veroli est une église catholique romaine de Veroli, en Italie. Il s'agit d'une cocathédrale du diocèse de Frosinone-Veroli-Ferentino.